# 超聲波清洗機

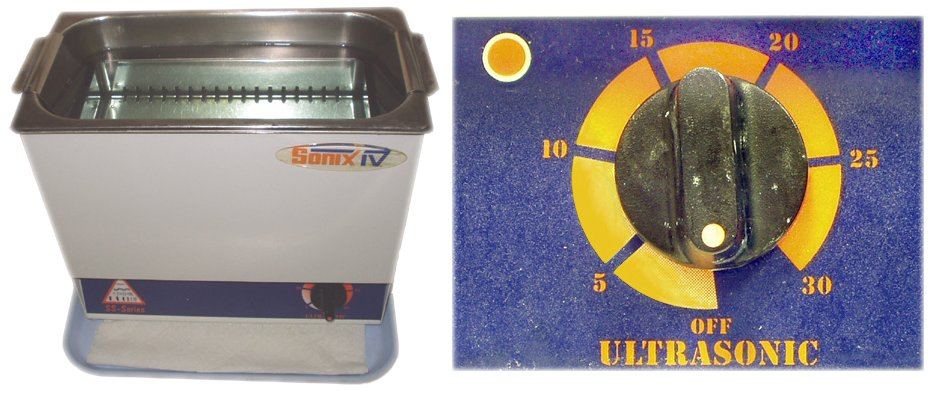
超聲波清洗機及其時間旋鈕

超聲波清洗機（英語：Ultrasonic Cleaner），又稱超音波清洗機，是一種利用超聲波清潔物件表面的器材，常用於清洗眼鏡、首飾、假牙、餐具及刮鬍刀等。

## 原理
超聲波是一種超越人類耳朵聽覺頻率（20-20KHz）以上的聲波。由於聲音在空氣中的傳播能力遠弱於在液體之中，透過超聲波清洗物件需要使用如清水等液體作為介質，所以超聲波清洗機都設用來放置物件及注水的水槽。超聲波的震盪會使水發生空蝕現象，產生無數的微小氣泡，這些小氣泡迅速破裂產生瞬時高壓，產生超聲波振動，使物件表面的污垢脫落。